# Pfarrer Braun: Die Gärten des Rabbiners
Die Gärten des Rabbiners ist ein deutscher Fernsehfilm von Wolfgang F. Henschel aus dem Jahr 2008. Es handelt sich um die dreizehnte Episode der ARD-Kriminalfilmreihe Pfarrer Braun mit Ottfried Fischer in der Titelrolle.

## Handlung
Brauns neue Gemeinde liegt in der Nähe einer jüdischen Gemeinde in Potsdam. Bei einem Mord in der Synagoge stirbt ein Geselle einer Gärtnerei. Geiger verdächtigt den Rabbi Seelig. Braun jedoch ermittelt, dass sich zwei Gärtnereien um die Rechte an der Bepflanzung des Schlossparks Sanssouci stritten. Sohn und Tochter aus beiden Gärtnerfamilien lieben sich heimlich und Braun will eine Versöhnung herbeiführen. Dabei entdeckt er, dass der Ermordete eine sensationelle Blumenzwiebel gezüchtet hat. In dieser Episode wird ein Blick in die jüdische Kultur und Glaubenstraditionen geworfen.

## Hintergrund
Für Die Gärten des Rabbiners wurde an Schauplätzen in Potsdam und in Spandau im Evangelischen Johannesstift gedreht. Die Erstausstrahlung fand am Donnerstag, dem 3. April 2008 auf Das Erste und im ORF 2 statt.

Dienstorte im Havelland
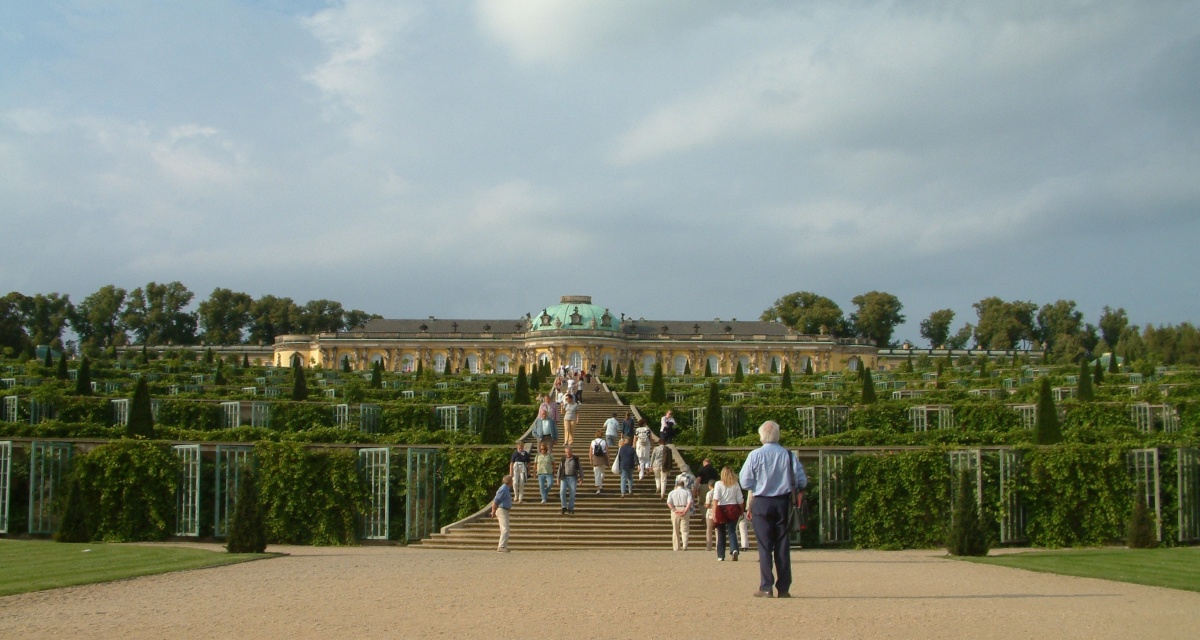
2008 ermittelt Braun in Potsdam
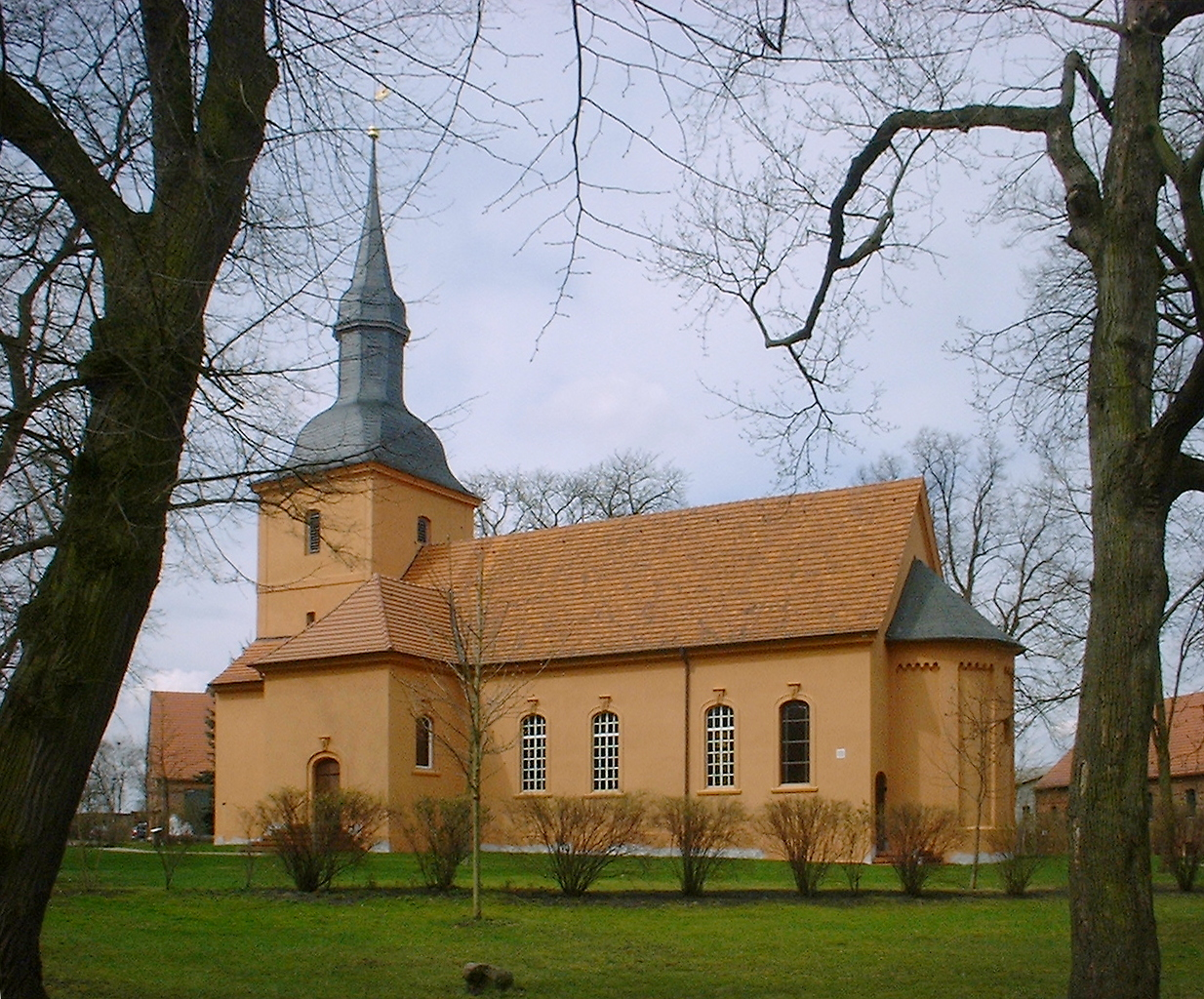
… und im Havelland, im Dorf Ribbeck

## Kritik
Die Kritiker der Fernsehzeitschrift TV Spielfilm gaben dem Film die bestmögliche Wertung, sie zeigten mit dem Daumen nach oben. Sie konstatierten: „Bleib’ in Potsdam, Braun. Hier bist du am besten!“.